# Tonke Dragt
Antonia Tonke Johanna Dragt, född 12 november 1930 i Batavia (nuvarande Jakarta) i dåvarande Nederländska Ostindien, död 12 juli 2024 i Haag, var en nederländsk författare och illustratör som är främst känd för barnboken Brevet till kungen (1962). Boken har erhållit det nederländska priset Gouden Griffel två gånger och sålts i över en miljon exemplar världen över. En svensk översättning av Joakim Sundström på Tukan förlag kom 2019.

## Biografi
Dragt föddes den 12 november 1930 i Jakarta. Under andra världskriget sattes hon och hennes familj i ett japanskt fångläger. Efter kriget flyttade de till Nederländerna där Dragt utbildade sig till bildlärare. Hon avlade sin lärarexamen i Haag. Hennes karriär som författare började när hon fick sina berättelser publicerade i tidskriften Kris Kras. Boken De brief voor de koning (Brevet till kungen) var Dragts genombrott och har idag blivit en klassiker i Nederländerna.